# St. Louis Hawks 1961-1962
La stagione 1961-62 dei St. Louis Hawks fu la 13ª nella NBA per la franchigia.
I St. Louis Hawks arrivarono quarti nella Western Division con un record di 29-51, non qualificandosi per i play-off.

## Roster
| N°    | Naz.                   | Ruolo | Sportivo          | Anno | Alt. | Peso |
| ----- | ---------------------- | ----- | ----------------- | ---- | ---- | ---- |
|       | Stati Uniti (bandiera) | A     | Stacey Arceneaux  | 1936 | 193  | 95   |
|       | Stati Uniti (bandiera) | G     | Jimmy Darrow      | 1937 | 178  | 77   |
|       | Stati Uniti (bandiera) | G     | Rich Eichhorst    | 1933 | 191  | 91   |
| 9     | Stati Uniti (bandiera) | AC    | Bob Pettit        | 1932 | 206  | 93   |
| 11    | Stati Uniti (bandiera) | GA    | Al Ferrari        | 1933 | 193  | 86   |
| 12    | Stati Uniti (bandiera) | A     | Ron Horn          | 1938 | 201  | 100  |
| 12    | Stati Uniti (bandiera) | GA    | Bob Sims          | 1938 | 196  | 100  |
| 14    | Stati Uniti (bandiera) | AC    | Larry Foust       | 1928 | 206  | 98   |
| 15    | Stati Uniti (bandiera) | G     | Johnny McCarthy   | 1934 | 185  | 84   |
| 15-32 | Stati Uniti (bandiera) | G     | Lenny Wilkens     | 1937 | 185  | 82   |
| 16    | Stati Uniti (bandiera) | GA    | Cliff Hagan       | 1931 | 193  | 95   |
| 17    | Stati Uniti (bandiera) | GA    | Sihugo Green      | 1933 | 188  | 84   |
| 17    | Stati Uniti (bandiera) | G     | Vern Hatton       | 1936 | 191  | 88   |
| 19    | Stati Uniti (bandiera) | GA    | Fred LaCour       | 1938 | 196  | 95   |
| 21    | Stati Uniti (bandiera) | AC    | Barney Cable      | 1935 | 201  | 79   |
| 21    | Stati Uniti (bandiera) | AC    | Woody Sauldsberry | 1934 | 201  | 100  |
| 24    | Stati Uniti (bandiera) | G     | Cleo Hill         | 1938 | 185  | 84   |
| 25    | Stati Uniti (bandiera) | A     | Shellie McMillon  | 1936 | 196  | 93   |
| 29    | Stati Uniti (bandiera) | AC    | Archie Dees       | 1936 | 203  | 93   |
| 29    | Stati Uniti (bandiera) | AC    | Joe Graboski      | 1930 | 201  | 88   |
| 34    | Stati Uniti (bandiera) | AC    | Clyde Lovellette  | 1929 | 206  | 106  |

## Staff tecnico
- Allenatori: Paul Seymour (5-9) (fino al 17 novembre)[1], Andrew Levane (20-40), Bob Pettit (4-2)